# Cornelius (Toreut)
Cornelius war ein antiker römischer Toreut (Metallbildner), der in frühaugusteischer Zeit in Italien tätig war.
Cornelius ist heute nur noch aufgrund von zwei Signaturstempeln auf Bronzepfannen bekannt. Bei den Stücken handelt es sich um:
1. Bronzepfanne, gefunden in Italien; heute im Akademischen Kunstmuseum in Bonn.[1]
2. Bronzepfanne, gefunden in einem Grab in Gautzsch, Markkleeberg, Landkreis Leipzig; heute im Museum für Vor- und Frühgeschichte in Berlin (zuvor im Museum für Völkerkunde zu Leipzig).[2]

## Einzelbelege
1. ↑  Inventarnummer ?; Richard Petrovszky: Studien zu römischen Bronzegefäßen mit Meisterstempeln. Leidorf, Buch am Erlbach 1993, S. 254, Nr. C.32.01.
2. ↑  Inventarnummer UG 14659; Richard Petrovszky: Studien zu römischen Bronzegefäßen mit Meisterstempeln. Leidorf, Buch am Erlbach 1993, S. 254, Nr. C.32.02; CIL 13, 10036,52b.

| Personendaten    | Personendaten                              |
| ---------------- | ------------------------------------------ |
| NAME             | Cornelius                                  |
| KURZBESCHREIBUNG | antiker römischer Toreut                   |
| GEBURTSDATUM     | 1. Jahrhundert v. Chr. oder 1. Jahrhundert |
| STERBEDATUM      | 1. Jahrhundert oder 2. Jahrhundert         |